# Milán-San Remo 1911
La Milán-San Remo 1911 fue la 5.ª edición de la Milán-San Remo. La carrera se disputó el 2 de abril de 1911. El vencedor final el francés Gustave Garrigou.

## Clasificación final
| Posición | Ciclista          | Equipo             | Tiempo     |
| -------- | ----------------- | ------------------ | ---------- |
| 1        | Gustave Garrigou  | Alcyon             | 9h 37' 00" |
| 2        | Louis Trousselier | Alcyon             | + 6' 00"   |
| 3        | Luigi Ganna       | Atala-Dunlop       | + 16' 00"  |
| 4        | Carlo Galetti     | Bianchi            | + 20' 00"  |
| 5        | Henri Lignon      | Alcyon             | + 20' 00"  |
| 6        | Eugène Christophe | Alcyon             | + 21' 00"  |
| 7        | Dario Beni        | Bianchi            | + 23' 00"  |
| 8        | Marcel Godivier   | Alcyon             | + 23' 30"  |
| 9        | Alfredo Sivocci   | Polack-Continental | + 23' 40"  |
| 10       | Luigi Azzini      | Legnano            | + 24' 00"  |